# دراسات عليا في إدارة الفنادق
دراسات عليا في إدارة الفنادق وبالإنكليزي Postgraduate Diploma in International Hospitality Management أو دراسات عليا في إدارة الفنادق شهادة جامعية تعطى بعد البكالوريوس وأغلب الذين يدرسون هذه الدراسة حاصلين على شهادات جامعية من فروع اخرة.
إن الحاصل على شهادة جامعية ويريد الدخول في عالم الفنادق الذي يعتبر أكبر مجال في العالم من حيث فرص العمل ولا يريد ان يدخل من البداية ولن يعود مضطر ان يدرس البكالوريوس في إدارة الفنادق التي مدتها بين 3 – 4 سنوات. يمكنه ان يكمل الـ pgd أي دراسات عليا في إدارة الفنادق. وهذه الدراسة فقط للحاصلين على شهادات من فروعة أخرى إذ إن هذه الدراسة لاصحاب الشهادات الجامعية وجدت بسبب ان الراغبين من اصحاب الشهادات الجامعة في دخول فرع الفنادق كثيرين وهم لا يريدون البدء من الصفر... ونستطيع ان تقول ان كل الطلاب الذين يدرسون الـ pgd هم من فروع أخرى مثل الاقتصاد، إدارة الأعمال...

## وصلات خارجية
- موقع جامعة إدارة الأعمال والفنادق في سويسرا Business & Hotel Management School - Switzerland
- موقع الجامعة الدولية لإدارة الفنادق والسياحة في مدينة لوسيرن، سويسرا نسخة محفوظة 13 نوفمبر 2008 على موقع واي باك مشين. بالعربي
- الدراسة في سويسرا بالعربي
- Swiss Universities handbook Web2.0 searchable database of Swiss Universities موقع يضم الجامعات السويسرية - بالإنجليزية

## مواضيع مشابهة
- بكالوريوس في إدارة الفنادق
- ماجستير في إدارة الفنادق